# George Newcombe Gordon
Pour les articles homonymes, voir George Gordon et Gordon.
George Newcombe Gordon (15 avril 1879-22 mars 1949) est un homme politique canadien de l'Ontario. Il est député fédéral libéral de la circonscription ontarienne de Peterborough-Ouest de 1921 à 1925. Il est ministre dans le cabinet du premier ministre Mackenzie King.

## Biographie
Né à Brighton en Ontario, Gordon entame une carrière publique en siégeant comme conseiller municipal de Peterborough de 1912 à 1914 et de 1919 à 1921. Durant l'intermède, entre 1914 à 1918, il est membre du conseil scolaire de Peterborough.
Élu député à la Chambre des communes du Canada à la suite de l'élection de 1921, Gordon devient vice-président et président des comités pléniers en chambre. En septembre 1925, il devient ministre de l'Immigration et de la Colonisation jusqu'à sa défaite lors de l'élection de 1925.
Il meurt à Peterborough en 1949.